# Japan Game Awards

Premios de Juego del Japón.

Japan Game Awards (日本ゲーム大賞, nihon gemu taisho) es la ceremonia de premios para la industria de los videojuegos japonesa creada en 1996 como CESA Awards, que festeja el Ministerio japonés de Economía, Comercio e industria (MECI).
En 2006, el MECI lanzó un plan de cinco años llamado "Game Industry Strategy" para promover la industria doméstica de Japón contra la competencia de desarrolladores extranjeros creciente, especialmente de América del Norte y Europa, así como Corea del Sur en plazos de juego online.

## Premios MECI

### Juegos del Año
La "División de Juegos del Año" premia los trabajos publicados.

### Futuro
La "División del Futuro" premia los trabajos aun no publicados.

### Amateur
La "División Amateur" premia obras originales que no han sido vendidas comercialmente, sin importar si el participante es una entidad jurídica, grupo o individuo.

## Historia
La ceremonia cambió su nombre original "CESA Awards" (CESA大賞, CESA taisho) y "CESA Game Awards" al actual "Japan Game Awards" (日本ゲーム大賞).
Los siguientes son los ganadores del Premio a Juegos del Año.

### CESA Awards '96 (1996)
- Sakura Taisen (Sega) Sega Saturn

### CESA Awards '97 (1997)
- Fantasía final VII (Square) PlayStation

### El 3.º CESA Award (1998)
- The Legend of Zelda: Ocarina of Time (Nintendo) Nintendo 64

### El 4.º CESA Award (1999)
- Dokodemo Issyo (Sony Computer Entertainment) PlayStation
- Final Fantasy VIII (Square) PlayStation[1]

### El 5.º Japan Games Award (2000)
- Phantasy Star Online (Sega) Dreamcast

### El 6.º CESA Game Award (2001~2002)
Período: 1 de enero de 2001 al 31 de marzo de 2002
- Final Fantasy X (Square) PlayStation 2

### El 7.º CESA Game Award (2002~2003)
Período: 1 de abril de 2002 al 31 de marzo de 2003
- Taiko Ningún Tatsujin (Namco) PlayStation 2
- Final Fantasy XI (Square-Enix) PlayStation 2, Windows de Microsoft

### El 8.º CESA Game Award (2003~2004)
Período: 1 de abril de 2003 al 31 de marzo de 2004
- Monster Hunter (Capcom) PlayStation 2

### El 9.º CESA Game Award (2004~2005)
Período: 1 de abril de 2004 al 31 de marzo de 2005
- Dragon Quest VIII: Journey of the Cursed King (Square-Enix) PlayStation 2

### Japan Game Awards 2006 (2005~2006)
Período: 1 de abril de 2005 a 31 de marzo de 2006
- Brain Age: Train Your Brain in Minutes a Day! (Nintendo) Nintendo DS
- Final Fantasy XII (Square-Enix) PlayStation 2

### Japan Game Awards 2007 (2006~2007)
Período: 1 de abril de 2006 al 31 de marzo de 2007
- Wii Sports (Nintendo) Wii

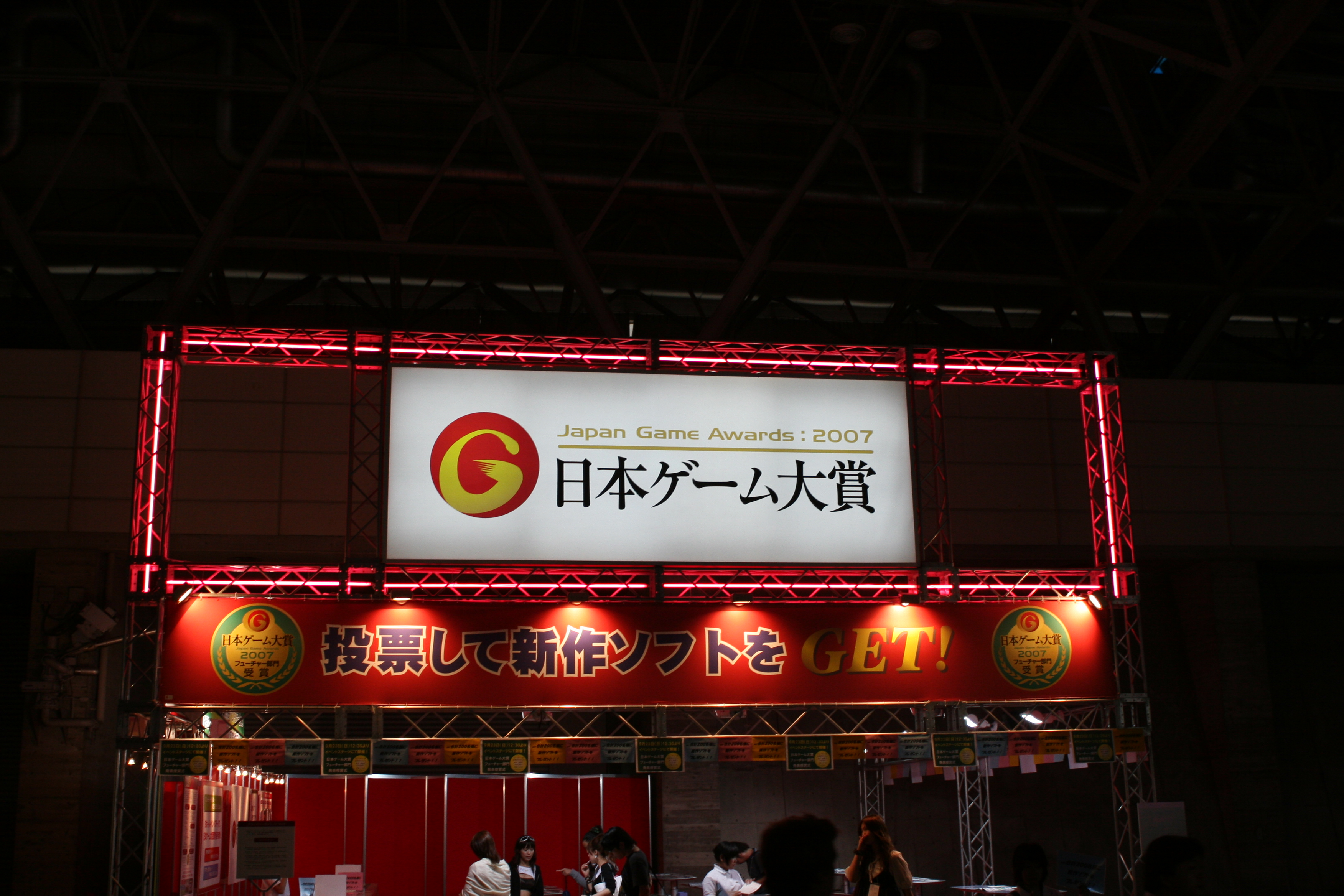
Stand de Japan Game Awards 2007 en TGS 2007.

- Monster Hunter Freedom 2 (Capcom) PlayStation Portable

### Japan Game Awards 2008 (2007~2008)
Periodo: 1 de abril del 2007 al 31 de marzo del 2008
- Wii Fit (Nintendo) Wii
- Monster Hunter Freedom Unite (Capcom) PlayStation Portable

### Japan Game Awards 2009 (2008~2009)
Período: 1 de abril de 2008 a 31 de marzo de 2009
- Mario Kart Wii (Nintendo) Wii
- Metal Gear Solid 4: Guns of the Patriots (Konami Digital Entertainment) PlayStation 3

### Japan Game Awards 2010 (2009~2010)
Período: 1 de abril de 2009 al 31 de marzo de 2010
- New Super Mario Bros.Wii (Nintendo) Wii

### Japan Game Awards 2011 (2010~2011)
Período: 1 de abril de 2010 al 31 de marzo de 2011
- Monster Hunter Portable 3rd (Capcom) PSP

### Japan Game Awards 2012 (2011~2012)
Período: 1 de abril de 2011 a 31 de marzo de 2012
- Gravity Daze (Sony Computer Entertainment) PSVITA
- JoJo's Bizarre Adventure: All Star Battle (CyberConnect2) PS3

### Japan Game Awards 2013 (2012~2013)
Ministro de Economía, Comercio e Industria Award: Puzzle & Dragons equipo de desarrollo de GungHo Online Entertainment.
Division de Juegos Del Año:
- Grand Award: Animal Crossing: New Leaf (Nintendo) 3DS
- Premio a Diseñadores de Juego: The Unfinished Swan
- Premio a la Excelencia: Animal Crossing: New Leaf, Biohazard 6, Bravely Default: Flying Fairy, Dragon Quest X Online, Fantasy Life, Luigi's Mansion: Dark Moon, New Super Mario Bros.U, Phantasy Star Online 2, Pokemon Black Version 2 and Pokemon White Version 2, Soul Sacrifice, Super Danganronpa 2
- Premio Especial: Puzzle & Dragons
- Premio a las mejores ventas: Animal Crossing: New Leaf
- Premio Global: Call of Duty: Black Ops II

### Japan Game Awards 2014 (2013~2014)
Período: 1 de abril de 2013 al 31 de marzo de 2014
- Monster Hunter 4 (Capcom) 3DS
- Yo-Kai Watch (Level-5) 3DS

### Japan Game Awards 2015 (2014~2015)
Período: 1 de abril de 2014 al 31 de marzo de 2015
- Yo-Kai Watch 2 (Level-5) 3DS

### Japan Game Awards De 2016 (2015~2016)
Período: 1 de abril de 2015 al 31 de marzo de 2016
- Splatoon (Nintendo) Wii U

### Japan Game Awards 2019 (2018~2019)
Período: 1 de abril de 2015 al 31 de marzo de 2016
- Grand Prize – Super Smash Bros Ultimate (Nintendo, Nintendo Switch)
- Game Designer Prize – Astro Bot Rescue Mission
- Excellence Awards – Megido 72 , Detroit: Become Human, Marvel's Spiderman, Super Smash Bros Ultimate, Judgment, Dragon Quest Builders 2, Resident Evil 2 Remake, Apex Legends, Devil May Cry V, Sekiro: Shadows Die Twice
- Best Sales Award – Super Smash Bros Ultimate
- Global Prize (Japanese works) – Super Smash Bros Ultimate
- Global Prize (overseas works) – Red Dead Redemption 2